# 2827 Vellamo
2827 Vellamo è un asteroide della fascia principale. Scoperto nel 1942, presenta un'orbita caratterizzata da un semiasse maggiore pari a 2,3087204 UA e da un'eccentricità di 0,0309127, inclinata di 8,63004° rispetto all'eclittica.
L'asteroide è dedicato all'omonimo spirito delle acque presente nel poema epico Kalevala.